# アンクルマイクとナンシーさん
『アンクルマイクとナンシーさん』は、宮崎放送で毎年ナイターオフシーズン日曜日に放送されていたラジオ番組。パーソナリティーはアンクルマイク、ナンシー。

## 概要
宮崎放送で、1983年10月3日より35年間続いていた長寿番組である。アンクルマイク選曲の洋楽を流し、その洋楽にまつわる話を話す。またこの番組は、生放送である。
パーソナリティーのアンクルマイクこと伊野啓三郎は大韓民国の仁川出身で戦後、日本に引き上げる。熊本県から宮崎市に移住した。現在は宮崎市恒久南在住。自宅には自ら買い集めた洋楽のCDが多数あり、番組で流す楽曲は所有CDから選曲する。本番組終了の現在は下述する「アンクルマイクのビューティフルモーニング」のパーソナリティーである。1929年生まれ。2025年で96歳になる宮崎放送のみならず宮崎県内で最高齢のパーソナリティーであるが、2025年3月28日で「アンクルマイクのビューティフルモーニング」のレギュラー放送を終了、2025年3月29日の特番「ありがとうアンクルマイク～洋楽プロバイダーの軌跡～」をもってパーソナリティー人生に幕を下ろす。
特番「ありがとうアンクルマイク～洋楽プロバイダーの軌跡～」には特番の「アンクルマイクのサマークルージング」に出演した事がある洋楽好きの宮崎県知事河野俊嗣が感謝と労いのコメントを寄せた。

## アンクルマイクのビューティフルモーニング
田代剛のひなたんラジオ内で2015年3月30日から放送されている姉妹番組
アンクルマイクが朝にぴったりの洋楽を流し洋楽にまつわる話を話す。時間を移動しながら2025年3月28日まで10年間放送する。

### 放送時間
平日　7:40 - 7:45 (5分)